# الدر المنضود في الصلاة والسلام على صاحب المقام المحمود
الدر المنضود في الصلاة والسلام على صاحب المقام المحمود للإمام ابن حجر الهيتمي المكي (ت 974هـ) كتاب يتناول موضوع الصلاة على النبي محمد، وفضائلها.

## سبب تصنيف الكتاب
يقول ابن حجر الهيتمي في مقدمة الكتاب:

## أقسام الكتاب
- مقدمة في الكلام على قوله تعالى: (إِنَّ اللَّهَ وَمَلَائِكَتَهُ يُصَلُّونَ عَلَى النَّبِيِّ) وما فيه من فوائد.
- الفصل الأول: في الأمر بالصلاة على رسول الله صلَّى الله عليه وسلَّم في أي وقت كان، وفي الأمر بتحسينها، وأن علامة أهل السنة الإكثار منها، وغير ذلك.
- الفصل الثاني: في كيفية الصلاة على النبي صلَّى الله عليه وسلَّم على اختلاف أنواعها.
- الفصل الثالث: في مسائل وفوائد تتعلق بما مضى في الفصلين الأولين.
- الفصل الرابع: في فوائد الصلاة على رسول الله صلَّى الله عليه وسلَّم.
- الفصل الخامس: في ذكر عقوبات من لم يصل عليه صلَّى الله عليه وسلَّم.
- الفصل السادس: في ذكر أمور مخصوصة تشرع الصلاة على النبي صلَّى الله عليه وسلَّم فيها.
- خاتمة: في العمل بالحديث الضعيف والموضوع.